# Shunsuke Sakuya
Shunsuke Sakuya (咲野 俊介?, Sakuya Shunsuke; Tokyo, 20 maggio 1965) è un attore e doppiatore giapponese, anche noto come Shusuke Sakino.

## Ruoli

### Serie TV anime
- Virtua Fighter (1996)
- Heat Guy J (2002) (Gene Glen)
- Tank Knights Fortress (2003) (White Tiger)
- MAJOR (2004) (Hideki Shigeno)
- Rockman.EXE Axess (2004) (Windman)
- Naruto (2004) (Sakon, Ukon)
- Paranoia Agent (2004) (ruolo non specificato)
- Samurai Champloo (2004) (Mori)
- Taiyou no mokushiroku (2006) (Kurofuji)
- Bleach (2006) (Ryō Utagawa)
- Lupin III - La lacrima della Dea (2006) (Fire)
- Noein (2006) (Makoto Shinohara)
- Darker than Black (2007) (Kirk Lindsay)
- One Piece (2013) (Scotch)
- Ping Pong (2014) (Ryuichi Kazama/Dragon)
- Zankyō no terror (2014) (Shibasaki)
- Solo Leveling (2024) (Yoo Myunghan)
- Fate/strange Fake (2024) (Langal)
- Leviathan (2025) (Conte Volger)

### Speciali tv
- Lupin 3 - Episode 0: The First Contact (2002) (Shade)

### OAV
- Kikōshi Enma (2006) (Yoshinaga)

### Animazione cinematografica
- Legend of the Millennium Dragon (2011) (Kishin)
- The Tibetan Dog (2012) (Sumudu)
- Ghost in the Shell: Arise (2014) (Ishikawa)

### Videogiochi
- Final Fantasy X (2001) (Rin)
- Shenmue II (2001) (Larry)
- Onimusha 2: Samurai's Destiny (2002) (Magoichi Saiga)
- Final Fantasy X-2 (2003) (Rin, Bechlam)
- Onimusha: Blade Warriors (2003) (Magoichi Saiga)
- Yakuza (2005) (Osamu Kashiwagi)
- Yakuza 2 (2006) (Osamu Kashiwagi)
- Yakuza 3 (2009) (Osamu Kashiwagi)
- Alan Wake (2010) (Alan Wake)
- Phoenix Wright: Ace Attorney - Dual Destinies (2013) (Simon Blackquill)
- Ryū ga Gotoku Ishin! (2014) (Genzaburo Inoue)
- Granblue Fantasy (2014) (Feldrac)
- Yakuza 0 (2015) (Osamu Kashiwagi)
- Yakuza Kiwami (2016) (Osamu Kashiwagi)
- Overwatch (2016) (Baptiste)
- Phoenix Wright: Ace Attorney - Spirit of Justice (2016) (Simon Blackquill)
- Yakuza Kiwami 2 (2017) (Osamu Kashiwagi)
- Fist of the North Star: Lost Paradise (2018) (Toki)
- Detroit: Become Human (2018) (Kamski)
- Kingdom Hearts III (2019) (Hamm)
- Devil May Cry 5 (2019) (Urizen)
- Yakuza: Like a Dragon (2020) (Osamu Kashiwagi)
- Ghostwire: Tokyo (2022) (Hanya)
- Anonymous;Code (2022) (Tengen Ozutani)
- Overwatch 2 (2022) (Baptiste)
- Like a Dragon: Ishin! (2023) (Genzaburo Inoue)
- Marvel's Spider-Man 2 (2023) (La Fiamma/Cletus Kasady)
- Like a Dragon: Infinite Wealth (2024) (Osamu Kashiwagi)

### Doppiaggio

#### Live-action
- Criminal Minds (Derek Morgan)
- The Dresden Files (Harry Dresden)
- Nikita (Michael)
- Numb3rs (Charlie Eppes)
- Pan Am (Roger Anderson)
- Royal Pains (Henry "Hank" Lawson)
- Spartacus - Sangue e sabbia (Crixus)
- Sonic - Il film 2, Sonic 3 - Il film (Randall Handel)

#### Animazione
- Generator Rex (Van Kleiss)
- Star Wars: The Clone Wars (Cham Syndulla)

## Doppiatori italiani
- Fabrizio Odetto in Ghostwire: Tokyo[1]